# Engelbrekt (opera)

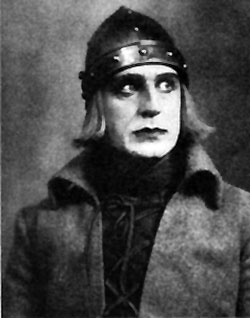
Einar Larsson i huvudrollen på Stockholmsoperan 1929.

Engelbrekt, är en opera i fyra akter med musik och text av Natanael Berg. 

## Historia
Urpremiären ägde rum på Stockholmsoperan den 21 september 1929.  Operan gavs säsongen 1929-1930 tolv gånger och har uppförts med repriser sammanlagt 19 gånger, vilket får anses vara en hög siffra för en svensk opera från denna tid.

## Personer
- Engelbrekt (baryton)
- Ingrid, hans hustru (sopran)
- Karin, deras dotter (sopran)
- Olof Mats Pers, dalkarl (bas)
- Erik, kung av Danmark (tenor)
- Cecilia, kungens frilla (sopran)
- Jens Eriksen, kungens fogde (baryton)
- Torkil, hans son (tenor)
- Ärkebiskop Olof (bas)
- Thomas, biskop i Strängnäs (bas)
- Knut, biskop i Linköping
- Sigge, biskop i Skara (tenor)
- Erik Puke (baryton)
- Karl Knutsson (baryton)
- Magnus Bengtsson (tenor)
- Pogwisch, dansk hovman (tenor)
- Witzlau, dansk hovman (baryton)
- En spelman (tenor)

Dalfolk, svenska rådsherrar och riddare, danska rådsherrar, riddare och damer, svenska och danska knektar, munkar, präster, skrivare, härolder, musikanter, pager och borgare.

## Handling
Operan utspelar sig i Dalarna, Köpenhamn, Vadstena, Stockholm och vid Hjälmaren åren 1433 till 1436.
Ämnet var inte nytt; 1845 gavs Engelbrekt och hans dalkarlar av August Blanche med musik av Jacob Niclas Ahlström. Det nya med Bergs opera var studier av delvis nya källor och ett försök att inom hjälteoperans ram försöka skapa en så historiskt trogen opera som möjligt utan att rucka på vare sig hjälte- eller offerprincipen. 
Engelbrekt är skriven på en för sin tid typisk högstämd orimmad svenska där Berg även låter danskarna sjunga på sitt modersmål. Huvudpersonen är som figur en typiserad man, som pekar med hela handen på ett sätt som gör att folk följer honom. När starka krafter manar till strid emot Engelbrekt, vill denne hellre än att spilla ett folks blod, resignerat dra sig tillbaka och på så sätt ändå få sympatierna på sin sida. En typisk nationalhjälte kan göra så, särskilt eftersom han mördas, fast inte på scenen, och dör med folkets väl på sina läppar. 
En kör, inte han själv, fullständigar engelbrektfiguren genom att på ett folkligt enkelt och symbolartat sätt, i en ballad, likna folkledaren vid en duva på liljekvist.